# Edward Przybyłek
Edward Kacper Przybyłek (ur. 5 stycznia 1922 w Jednorożcu, zm. 25 stycznia 1978 tamże) – polski rolnik i polityk, poseł na Sejm PRL IV kadencji.

## Życiorys
Był synem Stanisława i Marianny z domu Bakuły. W 1936 ukończył szkołę podstawową w Jednorożcu. W czasie II wojny światowej został przymusowo wywieziony na roboty do Niemiec, przebywał w ówczesnych Prusach Wschodnich. Po powrocie w 1945 zatrudnił się w Powiatowym Biurze Rolnym w Przasnyszu. Prowadził razem z żoną Czesławą z Rykowskich indywidualne gospodarstwo rolne, udzielał się w kółkach rolniczych. Od 1958 był członkiem Spółdzielni Mleczarskiej w Chorzelach, także członkiem jej Rady Nadzorczej.
W latach 1949–1950 był wójtem gminy Jednorożec, w latach 1950–1972 przewodniczącym Gminnej (do 1954) i następnie Gromadzkiej Rady Narodowej w Jednorożcu.
W 1955 wstąpił do Polskiej Zjednoczonej Partii Robotniczej, w 1965 został członkiem Warszawskiego Komitetu Wojewódzkiego PZPR. W 1965 uzyskał mandat posła na Sejm PRL IV kadencji w okręgu Ostrołęka. W trakcie kadencji zasiadał w Komisji Komunikacji i Łączności. Z pracy w administracji państwowej odszedł w 1972 z powodu braku wyższego wykształcenia. W latach 1972–1975 kierował znajdującą się w Jednorożcu filią Banku Spółdzielczego w Przasnyszu.
Zainicjował budowę Liceum Ogólnokształcącego w Krasnosielcu.
Został pochowany na cmentarzu parafialnym w Jednorożcu.
Miał trzy córki oraz syna.

## Odznaczenia
- Brązowy Krzyż Zasługi[3] (1956)[2]
- Srebrna Odznaka „Odbudowa Warszawy”[3] (1957)[2]
- Srebrny Krzyż Zasługi[3] (1964)[2]
- Odznaka 1000-lecia Państwa Polskiego[3]
- Odznaka „Za zasługi dla województwa warszawskiego” (1966)
- Srebrny Medal „Za zasługi dla pożarnictwa” (1966)
- Odznaka „Zasłużony Pracownik Rady Narodowej” (1969)[2]
- Order Sztandaru Pracy II klasy[1] (1971)[2]
- Odznaka Zasłużonego Działacza Ruchu Spółdzielczego (1973)
- Medal 30-lecia Polski Ludowej (1974)[2]